# Юрбаркайское староство
Юрбаркайское староство (лит. Jurbarkų seniūnija) — одно из 12 староств Юрбаркского района, Таурагского уезда Литвы. Административный центр — деревня Юрбаркай.

## География
Расположено в Каршувской низменности, на западе Литвы, в западной части Юрбаркского района.
Граничит с Юрбаркским городским староством на юге, Смалининкайским и Вешвильским — на юго-западе, Эржвилкским — на севере, Гирджяйским и Скирснемунским — на востоке, Гауреским староством Таурагского района — на западе, а также Кидуляйским и Сударгским староствами Шакяйского района — на юге.

## Население
Юрбаркайское староство включает в себя 55 деревень.